# هان سيول
هان سيول هو لاعب كرة قدم كوري جنوبي في مركز الوسط، ولد في 15 يوليو 1983 في كوريا الجنوبية. لعب مع نادي بوسان أي بارك.

## وصلات خارجية
- هان سيول على موقع دوري كوريا الجنوبية (الإنجليزية)
- هان سيول على موقع قاعدة بيانات كرة القدم.إي يو (الإنجليزية)
- هان سيول على موقع Soccerway.com (الإنجليزية)